# Bayard de Lima
Aristóteles Bayard Lucas de Lima (Bajé, 18 de maio de 1906 — Brasília, 11 de dezembro de 1995) foi um político brasileiro. Exerceu o mandato de deputado federal constituinte pelo Rio Grande do Sul em 1946.